# Magden
Magden is een gemeente en plaats in het Zwitserse kanton Aargau en maakt deel uit van het district Rheinfelden.
Magden telt 3.832 inwoners.